# Lijst van Islay single malts

Lowland
Highland
Speyside
Island
Campbeltown
Islay

Dit is een lijst van Islay single malt whisky's die worden geproduceerd op het eiland Islay, dat is gelegen ten westen van het Schotse vasteland.
- Ardbeg
- Ardnahoe
- Bowmore single malt
- Bruichladdich
- Bunnahabhain
- Caol Ila
- Kilchoman
- Lagavulin Single Malt
- Laphroaig
- iLeach Peaty